# FES☆TIVE
FES☆TIVE(페스☆티브)는 2013년에 결성된 일본의 아이돌 걸 그룹이다. 소속 사무소 RIZE 프로덕션 소속.

## 개요
2013년 3월 27일, RIZE 프로덕션 내의 오디션을 통과한 멤버로 결성되었다.
2014년, 토쿠마 재팬 커뮤니케이션에서 발매된 아이돌 컴필레이션 앨범 『アイファイ!(아이파이!)』에 참가해, 수록곡 인기투표에서 1위를 획득한다.
2015년 5월 13일, 전항의 우승 상품으로서 토쿠마 재팬 커뮤니케이션즈로부터, 1st 싱글 『축제 히어로』로 메이저에 데뷔한다.

## 구성원

### 현 구성원
| 이름                                      | 담당 컬러 | 생년월일               | 혈액형 | 출신지     | 비고                                                                         |
| ----------------------------------------- | --------- | ---------------------- | ------ | ---------- | ---------------------------------------------------------------------------- |
| 아오바 히나리 (青葉ひなり, あおば ひなり) | 오렌지    | 1996년 1월 19일(29세)  | O      | 지바현     | 2024년 가을 졸업예정 전예명 : 早山ほのか 도코 루리코는 사촌 자매에 해당된다. |
| 도코 루리코 (土光瑠璃子, どこう るりこ)/  | 빨강      | 1999년 10월 7일(25세)  | O      | 가나가와현 | 전 Tokyo Cheer2 Party 증조부는 게이단렌의 전 회장 도코 토시오                |
| 야기 히나타 (八木ひなた, やぎ ひなた)/    | 분홍      | 2000년 11월 10일(24세) | A      | 도쿄도     | 전 ぷちぱすぽ☆ 전 なんきんペッパー                                           |
| 츠지 코하루 (辻こはる, つじ こはる)/      | 파랑      | 8월 13일               | B      | 나라현     | 전예명 : こはる 전 SOL                                                       |
| 혼다 시오리 (本多しおり, ほんだ しおり)/  | 초록      | 2000년 12월 20일(24세) | A      | 사이타마현 | 전 I MY ME MINE                                                              |
| 요다 리오나 (与田理央那, よだ りおな)/    | 검정      | 2002년 3월 21일(23세)  | A      | 시즈오카현 | 전 LinQ (涼本理央那 명의)                                                    |

### 전 구성원
| 이름                                          | 담당 컬러 | 생년월일               | 혈액형 | 출신지     | 비고 |
| --------------------------------------------- | --------- | ---------------------- | ------ | ---------- | --- |
| 칸노 유마 (菅野由真, かんの ゆま)             | 분홍      |                        |        |            | 2013년 11월 24일 졸업 |
| 후지무라 모모카 (藤村萌々花, ふじむら ももか) | 파랑      | 1999년 3월 29일(26세)  |        |            | 2014년 1월 20일 퇴소 현 優木萌々花 トイトニック→8ANGELS→〈カレイドスコープ〉 |
| 사카이 아미 (堺愛海, さかい あみ)             | 보라      | 1998년 10월 6일(26세)  | A      |            | 2014년 3월 22일 졸업 |
| 요코이 호나미 (横井ほなみ, よこい ほなみ)     | 하양      | 1998년 9월 2일(26세)   | AB     | 시즈오카현 | 2017년 1월 12일 졸업 졸업 후 JAPANARIZM에 가입 |
| 시이나 아카리 (椎名あかり, しいな あかり)     | 분홍      | 1995년 5월 18일(29세)  | B      | 도쿄도     | 2017년 1월 12일 졸업 |
| 스즈키 미츠키 (鈴木みつき, すずき みつき)     | 초록      | 1996년 12월 13일(28세) | AB     | 가나가와현 | 2018년 3월 25일 졸업 초대 리더, 신장 145.8cm 졸업 후 Chase×Chase에 가입 |
| 스즈키 코토네 (鈴木ことね, すずき ことね)     | 파랑      | 1998년 4월 1일(27세)   | O      | 이바라키현 | 2018년 3월 25일 졸업 졸업후 おやすみセカイ에 가입 그 후 イケてるハーツ 후보생이 되지만 활동 사퇴 |
| 사카모토 유나 (坂元由奈, さかもと ゆな)       | 빨강      | 1994년 10월 8일(30세)  | AB     | 사이타마현 | 2018년 3월 25일 졸업 |
| 모모하라 히요 (桃原ひよ, ももはら ひよ)       | 보랑      | 1997년 2월 22일(28세)  | 불명   | 이바라키현 | 2018년 5월 31일 졸업 |
| 시오사키 레아 (汐咲玲亜, しおざき れいあ)     | 노랑      | 1999년 9월 7일(25세)   | B      | 도쿄도     | 2018년 5월 31일 2015년 1월 1일부터 리더 |
| 시라이시 피아노 (白石ぴあの, しらいし ぴあの) | 분홍      | 1996년 8월 10일(28세)  | AB     | 필리핀     | 2019년 12월 18일 졸업 졸업 후 Non¬Fiction(현 のんふぃく!)에 가입 전 裸足のマーメイド 멤버 전 KATA☆CHU 멤버 |
| 콘도 사에코 (近藤沙瑛子, こんどう さえこ)     | 초록      | 1997년 7월 1일(27세)   | A      | 쿠마모토현 | 2020년 11월 14일 졸업 졸업후 #ババババンビ에 가입 미스iD 2018 파이널리스트, 미스iD 2021 |
| 오노데라 이온 (小野寺偉音, おのでら いおん)   | 보라      | 2002년 3월 27일(23세)  |        | 오키나와현 | 2021년 8월 31일 탈퇴 탈퇴 후 #よーよーよー에 가입해 「楠偉音」에 개명 전 RYUKYU IDOL 멤버 전 らぐぅんぶるぅ |
| 미도리카와 유아 (緑川優愛, みどりかわ ゆあ)   | 초록      | 2000년 11월 27일(24세) | A      | 홋카이도   | 2021년 8월 31일 탈퇴 전 フルーティー 멤버 |
| 타케우치 사리아 (竹内さりあ, たけうち さりあ) | 하양      | 2000년 6월 7일(24세)   | A      | 사이타마현 | 2021년 9월 29일 졸업 졸업 후 프리에 활동 전예명 : 真野彩里愛 |
| 미나미 마리카 (南茉莉花, みなみ まりか)       | 파랑      | 1997년 5월 2일(28세)   | B      | 가나가와현 | 2022년 8월 31일 졸업 인도네시아와의 쿼터 麺屋宗 2대째 이미지 걸 百年本舗 3대째 이미지 걸 사이버 허니 리카 와이즈 역 |
| 타카키 유리아 (髙木ゆりあ, たかき ゆりあ)     | 노랑      | 1997년 11월 11일(27세) | A      | 오이타현   | 2024년 3월 20일 졸업 전예명 : 髙木由莉愛 大分美少女図鑑 모델 (2011年에 반년간) 전 アイドルユニットBLAZE (2012년 활동 개시) 전 大分県高崎山観光PRユニットPEAKL (2012년 활동 개시) 전 アイドルユニットぶれいず (2012년 활동 개시) 전 JAPANARIZM |